# Hada juncta
Hada juncta là một loài bướm đêm trong họ Noctuidae.